# Asteia ramusculata
Asteia ramusculata är en tvåvingeart som beskrevs av Curtis W. Sabrosky 1956. Asteia ramusculata ingår i släktet Asteia och familjen smalvingeflugor. Inga underarter finns listade i Catalogue of Life.